# 小行星2844
小行星2844（2844 Hess）是一颗围绕太阳公转的小行星。1981年5月3日，愛德華·鮑威爾在可可尼诺县发现了此天体。
該小行星以美國天文學家弗雷德里克·赫斯（Frederick Hess）命名。
这颗小行星的绝对星等为151.28810等。